# Кріхан
Кріхан (рум. Crihan) — село у повіті Бакеу в Румунії. Входить до складу комуни Мегура.
Село розташоване на відстані 243 км на північ від Бухареста, 7 км на захід від Бакеу, 87 км на південний захід від Ясс, 138 км на північний схід від Брашова.

## Населення
За даними перепису населення 2002 року у селі проживали 547 осіб, усі — румуни. Усі жителі села рідною мовою назвали румунську.